# Thomas Savile (1er comte de Sussex)
Thomas Savile, 1er comte de Sussex (bap. 14 septembre 1590 - c. 1659) est un homme politique anglais.

## Biographie
Thomas Savile est le fils de John Savile (1er baron Savile de Pomfret) (en), et sa seconde épouse, Elizabeth Carey, sœur de Henry Cary (1er vicomte Falkland), et fille d'Edward Carey d'Aldenham, Hertfordshire. Il est baptisé le 14 septembre 1590 à Doddington Pigot, Lincolnshire.
Savile est élu à la Chambre des communes comme député du Yorkshire en 1624. Au Parlement de 1624, il devient un adversaire de Thomas Wentworth, devenu comte de Strafford, la rivalité entre les Saviles et les Wentworth étant depuis longtemps une caractéristique de l'histoire du Yorkshire. Savile s'attache au duc de Buckingham et il est créé vicomte Savile de Castlebar dans la pairie d'Irlande en 1628. À la mort de son père deux ans plus tard, il devient le 2e baron Savile de Pomfret.
Son inimitié croissante envers Strafford le conduit à s'opposer violemment au gouvernement à mesure que le pouvoir du comte augmente et, en 1640, il entre en correspondance avec les Écossais, auxquels il envoie une promesse de soutien à laquelle il ajoute les signatures de six pairs. Il est nommé Lord Président du Conseil du Nord à la suite de Strafford, mais après la chute de Strafford, il passe au parti royaliste, dans l'intérêt duquel il exerce son influence dans le Yorkshire d'une manière qui lui attire le mécontentement du parlement en 1642. Ses efforts pour se disculper le conduisent à être suspecté par les royalistes et à son arrestation, tandis que sa résidence, Howley Hall, est saccagée par le comte de Newcastle, le général royaliste. Ayant été gracié par Charles, que Savile fréquenta à Oxford, il est créé comte de Sussex en 1644 ; mais ses efforts pour promouvoir la paix à des conditions déplaisantes au roi lui attirent à nouveau la défaveur, et en 1645, il est emprisonné et accusé de haute trahison. Échappant à cette accusation en raison de son privilège de pair, il se rend à Londres et se réconcilie de nouveau avec le parti populaire. Intriguant simultanément avec les deux parties, il continue à jouer un double jeu avec une habileté considérable, bien qu'il ait été emprisonné en 1645 pour avoir accusé Denzil Holles et Bulstrode Whitelocke de trahison dans les négociations avec le roi, et est lourdement condamné à une amende. Après cela, il se retire dans la vie privée à Howley Hall, où il meurt vers 1659. Il est remplacé dans le comté de Sussex par son fils James.

## Mariages
Savile épouse Frances Sondes (1592–c. 1634), la fille de Thomas Sondes (1544–1593) de Throwley, Kent, et de Margaret Brooke (1563–1621), la plus jeune fille de William Brooke (10e baron Cobham). Le premier mari de Frances Sondes, John Leveson, fils et héritier de John Leveson, meurt de la peste en décembre 1613, avant son père et laissant deux filles en bas âge, Christian et Frances,. Il n'y a aucun descendant du premier mariage de Savile.
Savile se remarie, peu après novembre 1640, avec Anne Villiers, fille unique de Christopher Villiers (1er comte d'Anglesey) (en), et Elizabeth Sheldon, la fille de Thomas Sheldon.
Anne Villiers se remarie à Richard Pelson de St. George's-in-the-Fields, Middlesex.